# Kungariket Jugoslaviens riksvapen

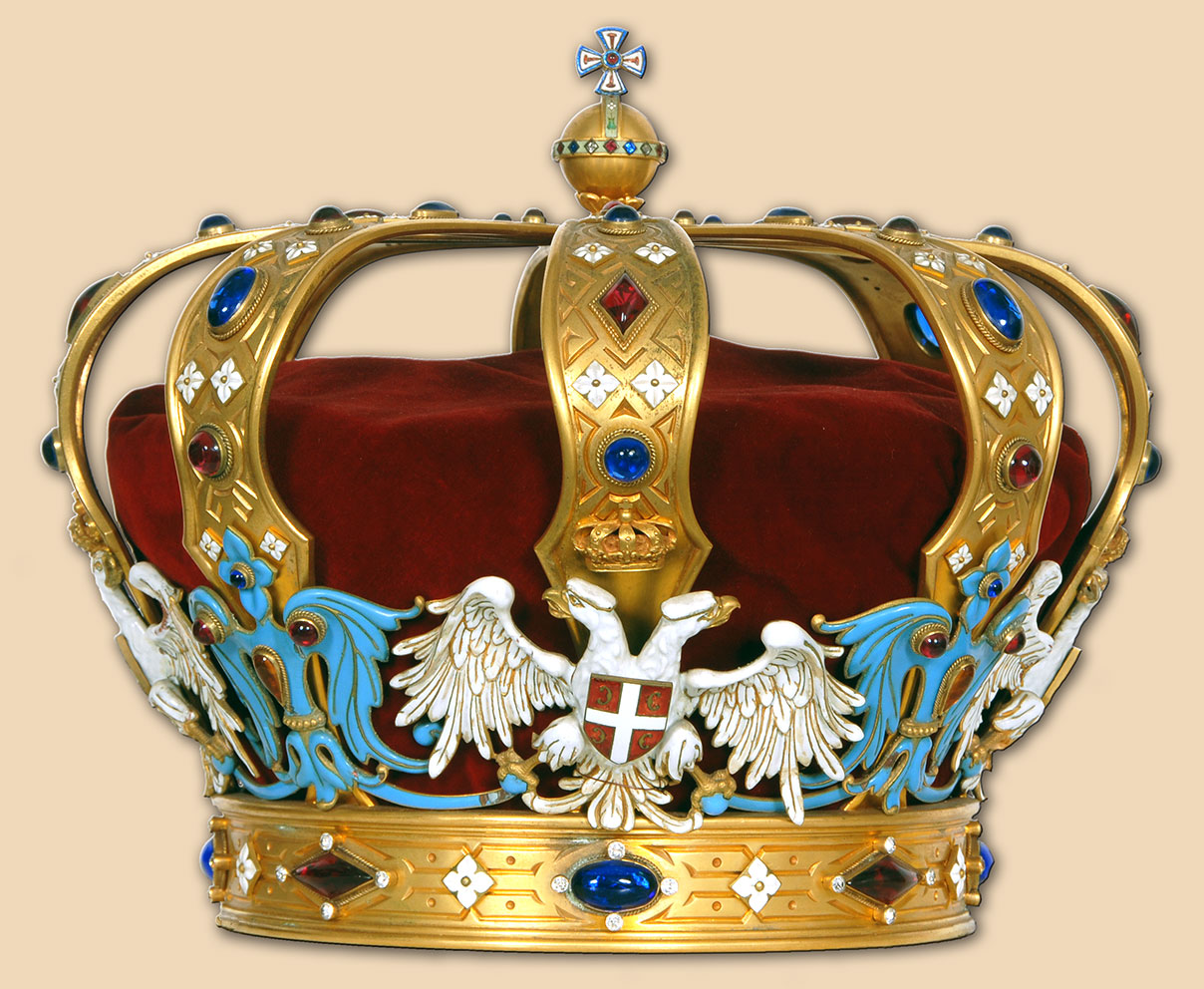
Karađorđević-ättens kungakrona

Kungariket Jugoslaviens riksvapen var det officiella riksvapnet mellan 1918 och 1945 i Jugoslavien. Landet hette mellan 1918 och 1929 Serbernas, kroaternas och slovenernas kungarike men bytte sedan namn till Kungariket Jugoslavien. Riksvapnet bestod av en vit dubbelörn som var Serbiens och Jugoslaviens monarkiska symbol. Skölden bestod av de tre nationella folkgruppernas riksvapen: Serbiska korset (med de fyra kyrilliska bokstäverna CCCC), Kroatiska šahovnica (schackbräde med röda och vita rutor) och ett vapen som symboliserade slovenerna. Slovenerna saknade sedan tidigare någon enhetlig vapensköld men fick en helt ny som innehöll tre sexuddiga-stjärnor och ett silverband. Vapnet kröntes med kungakronan som Karađorđević-ätten använde.